# Christiane Baumgartner
Christiane Baumgartner (* 1967 in Leipzig) ist eine zeitgenössische deutsche Künstlerin, die hauptsächlich mit den (gegensätzlich erscheinenden) Techniken Holzschnitt und Video arbeitet.

## Leben und Werk
Baumgartner lebt und arbeitet in ihrer Geburtsstadt Leipzig. Sie studierte an der dortigen Hochschule für Grafik und Buchkunst (HGB) von 1988 bis 1994 Grafik und Buchkunst. Ihr künstlerisches Medium ist vor allem der Druck. Von besonderer Bedeutung sind dabei ihre Holzschnitte. Hierzu verwendet sie als Vorlage – wenn nicht gleich Zeitungsfotos ihr Interesse geweckt haben – meist eigene Videoaufzeichnungen, um diese dann als Still in Form eines Holzschnittes umzusetzen. Inspiriert von den großformatigen Drucken des Schweizers Franz Gertsch, entstehen in langwierigen Schritten oft überdimensionale Werke. Den ersten dieser Schritte beschrieb die Künstlerin 2010 so: „Die Hauptarbeit ist natürlich die Bildfindung. Ich habe ganz viele Videos zu Hause, die ich selbst gefilmt habe. Die sehe ich mir Bild für Bild auf meinem Computer an und überlege, welches Bild ich nehmen will. Das kann wochenlang dauern, bis ich dann ein Bild unter tausenden ausgewählt habe. Dieses eine Bild bekommt dadurch natürlich einen besonderen Stellenwert. Dann lege ich am Computer das Linienraster fest und drucke das gerasterte Bild in der Größe aus, in der ich es in Holz schneiden will. Ich kopiere die Vorlage mit Blaupapier oder Lösungsmittel auf die Holzplatte und schneide die Linien nach.“
Mit ihrer Vorgehensweise bringe sie „die digitale Technik zurück zum Analogen“, heißt es in der Stilbeschreibung einer Galerie. Sie stelle Modernes dar wie Straßenverkehrsszenen, Flugzeuge, Windräder, Stadtansichten oder Landschaftsmotive, dabei spiele sie mit den Zuständen Bewegung und Stillstand. Die an sich statischen Bilder würden „durch die Anordnung der linienförmigen Strukturen die Illusion eines Flimmerns“ erzeugen. Die Kunsthistorikerin und Kuratorin Katja Schneider fasste 2005 ihre Eindrücke von Baumgartners Arbeiten wie folgt zusammen: „Die Abbildung der Wirklichkeit aus dem Foto wird bei Christiane Baumgartner zur gestalteten Nachbildung von Natur im Holzschnitt. Der Gegenstand verschwimmt im Stillstand, die Nähe macht ihn unkenntlich, nur aus der Ferne schließen sich seine Formen zu Bildern zusammen. Das verschwommene Raster des Filmbildes wird zur Linie im Druck. Es ist eine Verkehrung der Wahrnehmung von Wirklichkeit, entstanden in der Auseinandersetzung mit den Unterschieden der Bildmedien Fotografie und Druck.“
Bekannt wurde ihr Holzschnitt 1 Sekunde, in dem sie eine Sekunde eines Videos als 25 Einzelbilder in Holzschnitte umgesetzt hat. Diese Arbeit präsentierte auch das Museum der bildenden Künste Leipzig 2007 in der Einzelausstellung Momentan+++.
Von 2014 bis 2016 war Christiane Baumgartner Vertretungsprofessorin für künstlerische Lehre in den künstlerischen Druckwerkstätten der Hochschule für Grafik und Buchkunst Leipzig. Ferner hielt sie ab 2008 Gastvorlesungen an Kunsthochschulen in den USA, England und Vietnam.
2014 erhielt sie den Prix de Gravure Mario Avati der Pariser Académie des Beaux-Arts. Bereits 2009 erhielt sie den Teresa-Bulgarini-Preis für ihre Holzschnitte, die Begriffe wie Zeit, Bewegung, Geschwindigkeit und Beschleunigung thematisieren. 2012 erhielt sie als Erste das Residenzstipendium Vietnam der Kulturstiftung Sachsen und des Goethe-Instituts.
Arbeiten der Künstlerin befinden sich in über 50 internationalen öffentlichen Sammlungen etwa der Albertina (Wien), Das Städel (Frankfurt am Main), Kadist Art Foundation (Paris), Kunsthaus Zürich, Museum der bildenden Künste Leipzig, Museum of Modern Art (MoMA) (New York City), Spendhaus (Reutlingen), Staatliche Kunstsammlungen Dresden, Stedelijk Museum (Amsterdam) und Victoria and Albert Museum (London).

## Ausstellungen

### Einzelausstellungen (Auswahl)
- 2006: Christiane Baumgartner: Die Divergenz von Geschwindigkeit und Stillstand, Kunstverein Ulm
- 2006: Christiane Baumgartner: Van Leipzig naar Amsterdam, Johan Deumens Gallery, Heemstede, Niederlande
- 2007: Christiane Baumgartner: Momentan+++, Museum der Bildenden Künste Leipzig
- 2008: Christiane Baumgartner: Rasender Stillstand, Spendhaus Reutlingen
- 2011: Schnitte ins Herz und in die Augen / Cuts into the Heart and Eyes, Museum Franz Gertsch, Burgdorf, Schweiz
- 2011: Reel Time, Alan Cristea Gallery, London, England
- 2012: Christiane Baumgartner. Holzschnitt im digitalen Zeitalter, Goethe-Institut, Hanoi, Vietnam
- 2014: Totentanz, Alan Cristea Gallery, London, England
- 2014/2015: White Noise, Museum Kunstpalast, Düsseldorf, Centre de la Gravure et de l’Image imprimée, La Louvière, Belgien, und Musée d’art et d’histoire de Genéve, Genf, Schweiz
- 2015: Prix de Gravure Mario Avati – Académie des beaux-arts 2014, Palais de l’Institut de France, Paris, Frankreich
- 2017: The German Woodcut: Christiane Baumgartner, MFA Museum of Fine Arts, Boston, MA, USA
- 2018: On the way through the collections of Centre for Engravings and Prints of La Louvière, Centre Wallonie-Bruxelles, Paris, Frankreich
- 2018: Another Country, Davis Museum at Wellesley College, Wellesley, MA, USA
- 2018: Koberling, Baumgartner & Gertsch, Galerie Klaus Gerrit Friese, Berlin
- 2019: Love. Hate. Debate., ING Art Center, Brüssel, Belgien
- 2019: Celebrating Reunion at the Johnson, Johnson Museum of Art, Cornell University, Ithaca, NY, USA
- 2019: Bientôt dejà hier. Metamorphoses and the flow of time, Centre de la Gravure et de l’Image imprimée, La Louvière, Belgien
- 2019: Memory of the sublime. Landscapes in contemporary art, Museum Villa dei Cedri, Bellinzona, Schweiz
- 2019: Christiane Baumgartner, Burton Art Gallery and Museum, Bideford, Devon, England
- 2019: Then & Now: Five Centuries of Woodcuts, Vanderbilt University Fine Arts Gallery, Nashville, TN, USA
- 2020: New Prints and Drawings Gallery: To the Skylark, Museum of Fine Arts, Houston, TX, USA
- 2020: Crossing Borders. Sammeln für die Zukunft, Kupferstichkabinett, Staatliche Kunstsammlungen Dresden
- 2021: Selections from the Department of Drawings and Prints: New York Inspired, The Metropolitan Museum of Art, New York, USA

### Gruppenausstellungen (Auswahl)
- 2004: EAST International 2004, Norwich Gallery, Norwich School of Art and Design, Norwich, England
- 2005: Wahlverwandtschaften, Das Städel, Frankfurt am Main
- 2005: Dorothea von Stetten Kunstpreis 2004, Kunstmuseum Bonn
- 2006: Eye on Europe, Museum of Modern Art (MoMA), New York, USA
- 2006: Biella Prize for Engraving 2006, Museo del Territorio Biellese, Biella, Italien
- 2007: Kunst nach 1970, Albertina, Wien, Österreich
- 2007: 27th International Biennial of Graphic Arts Ljubljana, Biennial of Graphic Arts Ljubljana, Slowenien
- 2007: Christiane Baumgartner und David Schnell, Mönchehaus Museum Goslar
- 2008: Von Munch bis Beckmann, von Jorn bis Gertsch. 100 Jahre Holzschnitt, Kunsthalle Emden
- 2008: Water, please. Vom Umgang mit dem Wasser, Kunstverein Ulm
- 2009: CAPTURING TIME, Kadist Art Foundation, Paris, Frankreich
- 2009: 60 Jahre – 60 Werke – Kunst aus der Bundesrepublik Deutschland, Martin-Gropius-Bau, Berlin
- 2009: Carte Blanche VI: VNG – Verbundnetz Gas AG EAST-for the record, Galerie für Zeitgenössische Kunst, Leipzig
- 2009: Lubok. Originalgrafische Bilderbücher, Museum der Bildenden Künste Leipzig
- 2009: BEST OF AUSTRIA – Eine Kunstsammlung, Lentos Kunstmuseum, Linz, Österreich
- 2010: New Art Now, Birmingham Museums & Art Gallery, Birmingham, England
- 2010: New Works: Prints, Drawings, Collages, MFA Museum of Fine Arts, Boston, MA, USA
- 2010: Washi made in Germany, TAM Tokyo Art Museum, Tokio, Japan
- 2010: Borderlines, Cabinet d’arts graphiques Genève, Genf, Schweiz
- 2010: Woodcuts now, Baltimore Museum of Art, Baltimore, MD, USA
- 2011: Drawings and Prints: Selections from the Permanent Collection, The Metropolitan Museum of Art, New York City, NY, USA
- 2011: Wide Angle: Photography and Its Influence on Contemporary Art, Vanderbilt University Fine Arts Gallery, Nashville, TN, USA
- 2014: History’s Shadow: German Art and the Formulation of National Identity, Vanderbilt University Fine Arts Gallery, Nashville, TN, USA
- 2014: PROOF IT!, Städtische Galerie, Wolfsburg
- 2015: Fresh Prints: The Nineties to Now, Cleveland Museum of Art, Cleveland, OH, USA